# Parque Lezama
Le Parque Lezama est un parc de la ville de Buenos Aires capitale de l'Argentine, qui se situe dans le quartier de San Telmo, à l'intersection des rues Defensa et Brasil.

## Historique
Selon certains historiens, le secteur du parc fut l'endroit où Pedro de Mendoza réalisa la première fondation de Buenos Aires en 1536. Le terrain a eu au fil du temps différentes destinations : à la fin du XVIIIe siècle il appartenait à un certain Manuel Gallego y Valcárcel, puis fut acheté en vente publique par Daniel Mackinlay et finalement par l'américain 
Carlos Ridgley Horne. Horne agrandit les terres de la propriété en achetant des terrains voisins et construisit une gentilhommière sur la rue (calle) Defensa, mais à la suite de l'arrivée au pouvoir de Juan Manuel de Rosas, il dut s'exiler à Montevideo. La propriété fut vendue à José Gregorio Lezama, qui annexa encore d'autres terrains et agrandit ainsi la propriété jusqu'à la rue Brasil. Lezama remodela la grande demeure et convertit les jardins en un important parc privé, étant donné qu'il était féru de botanique. Lorsqu'il mourut, sa veuve vendit en 1894, et pour un prix fort bas, la propriété à la Municipalité, mais à la condition qu'elle soit convertie en un parc public, qui devrait porter le nom de son époux. Dans la luxueuse demeure, on installa en 1897 le Musée historique national d'Argentine.

## Galerie

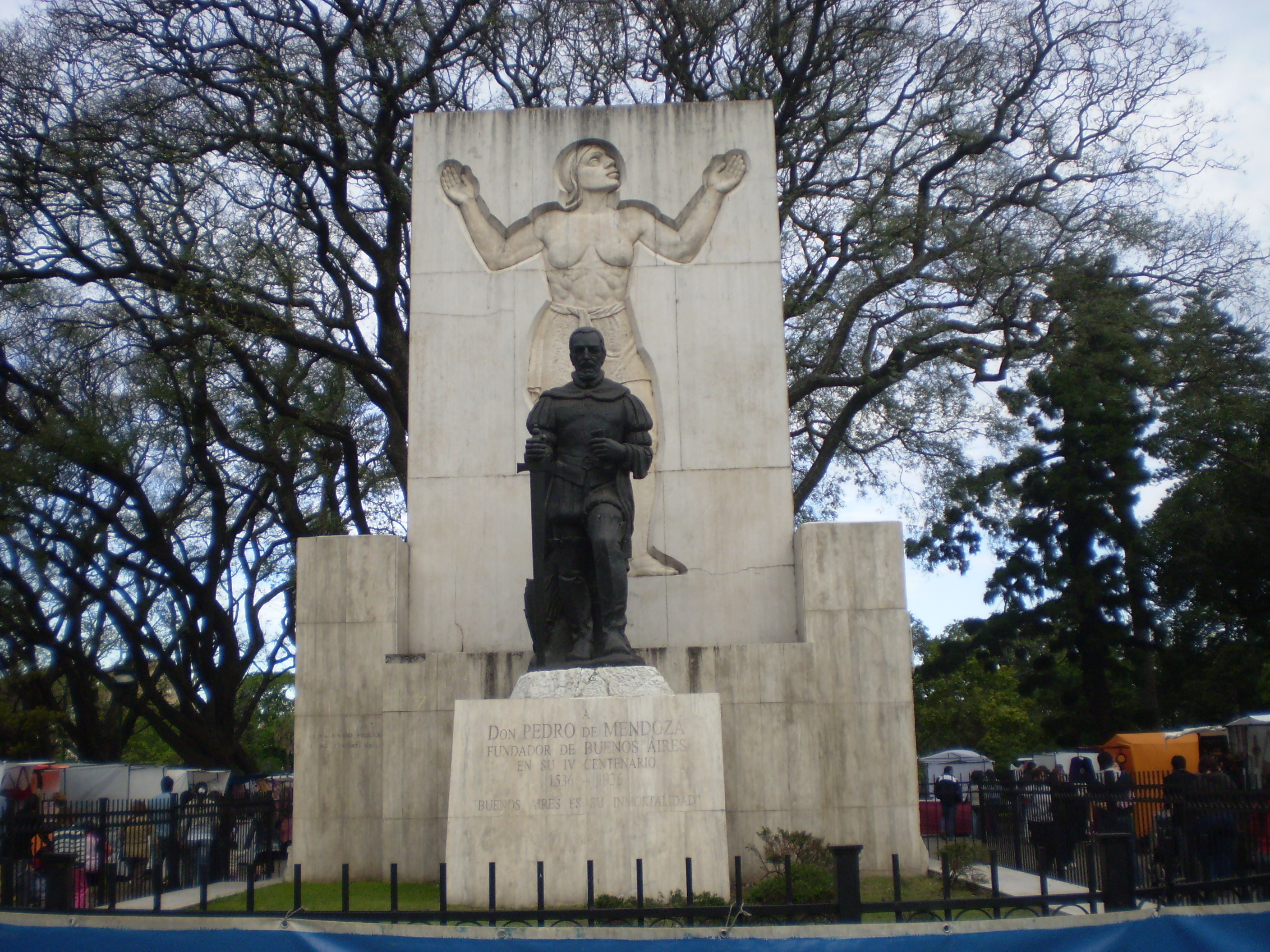
Monument à Pedro de Mendoza, fondateur de la ville de Buenos Aires.
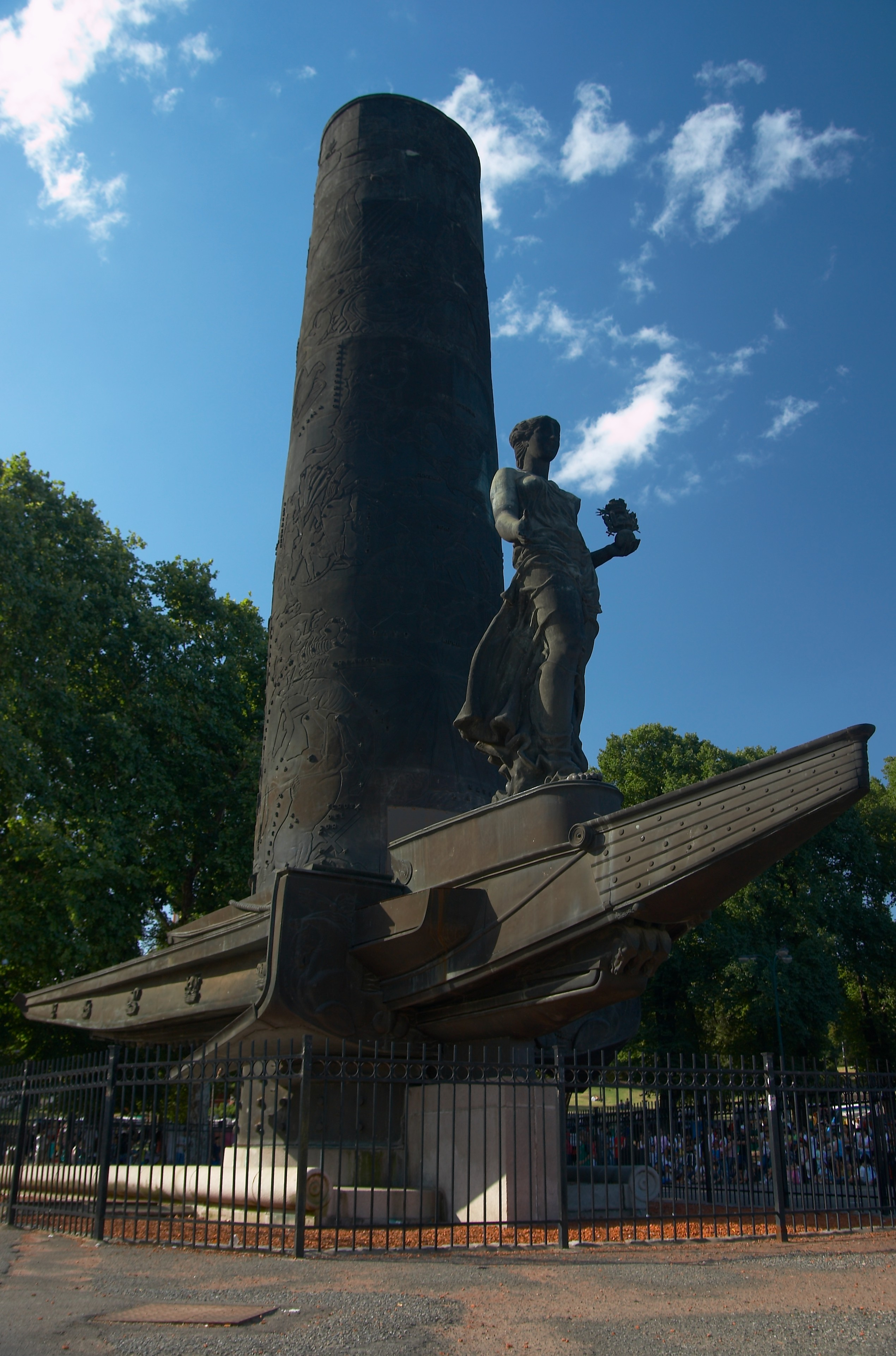
Monument à la cordialidad (entente cordiale) argentino-uruguayenne.